# Hệ quả luận

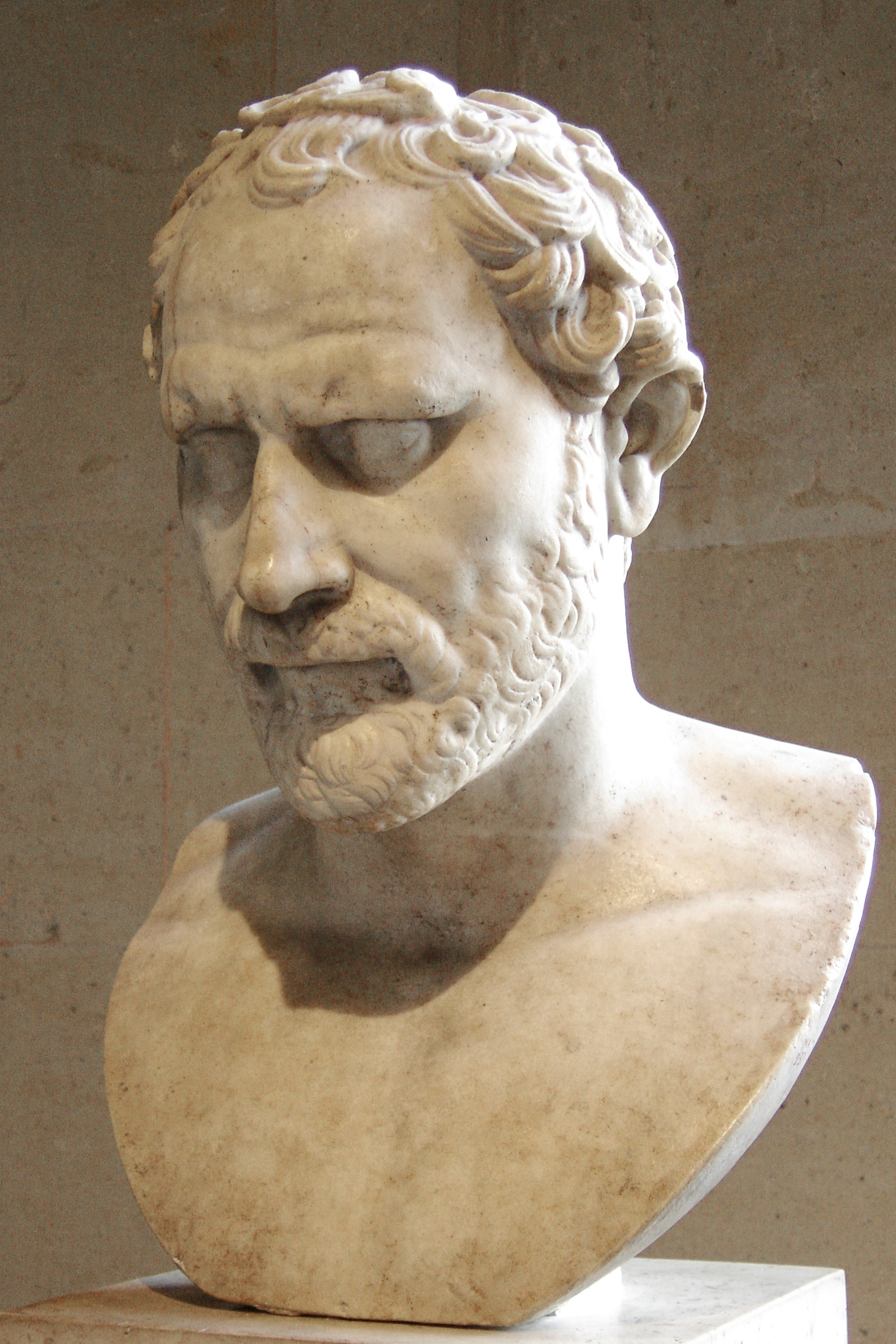
Mọi lợi thế trong quá khứ đều được đánh giá dựa trên vấn đề cuối cùng. — Demosthenes

Hệ quả luận hay thuyết duy hiệu, chủ nghĩa duy hiệu quả, chủ nghĩa hệ quả (tiếng Anh: consequentialism) được dùng để chỉ về những lý luận đạo đức cho rằng hệ quả của một hành động cụ thể cấu thành nền tảng cho bất cứ một phán xét đạo đức hợp lệ nào về hành động đó. Do đó, từ quan điểm của một người theo thuyết hệ quả luận, một hành động hợp đạo đức chính là một hành động tạo ra một kết quả hoặc hệ quả tốt. Quan điểm này thường được diễn giải như là "nếu mục đích là tốt thì phương tiện là đúng".
Hệ quả luận thường được phân biệt với nhiệm vụ luận (deontology), trong đó nhiệm vụ luận phán xét sự đúng sai của một hành động dựa trên chính hành động đó thay vì kết quả của hành động, cũng như được phân biệt với luân lý luận (virtue ethics), trong đó tập trung vào bản chất của người thực hiện hành động thay vì bản chất của hành động hay hệ quả của hành động đó. Sự khác nhau giữa ba hướng tiếp cận khác nhau đến đạo đức này nằm thường nằm ở việc đi đến quyết định hơn là chính bản thân quyết định trong những tình huống khó xử về đạo đức.
Ví dụ, một người theo hệ quả luận có thể tranh luận rằng nói dối là sai bởi những hệ quả tiêu cực từ việc nói dối sẽ tạo ra, trong khi một người theo nhiệm vụ luận sẽ tranh luận rằng nói dối là luôn luôn sai, mặc cho bất cứ điều tốt nào có thể xuất phát từ việc nói dối. Một người theo luân lý luận thì lại không tập trung mấy vào việc nói dối trong một tình huống cụ thể nào, mà thay vào đó là xem xét việc liệu quyết định nói dối hay không sẽ ảnh hưởng như thế nào về bản chất và hành động đạo đức của người đó.

## Nghiên cứu thêm
- Darwall, Stephen (Ed.) (2002). Consequentialism. Oxford: Blackwell. ISBN 978-0-631-23108-0.
- Goodman, Charles (2009). Consequences of Compassion: An interpretation and Defense of Buddhist Ethics. Oxford: Oxford University Press. ISBN 978-0-19-537519-0.
- Honderich, Ted (2003). "Consequentialism, Moralities of Concern and Selfishness". {{Chú thích tạp chí}}: Chú thích magazine cần |magazine= (trợ giúp)
- Portmore, Douglas W. (2011). Commonsense Consequentialism: Wherein Morality Meets Rationality. New York: Oxford University Press. ISBN 978-0-19-979453-9.
- Price, Terry (2008). "Consequentialism". Trong Hamowy, Ronald (biên tập). The Encyclopedia of Libertarianism. Thousand Oaks, CA: SAGE; Cato Institute. tr. 91–3. ISBN 978-1-4129-6580-4. LCCN 2008009151. OCLC 750831024.
- Scheffler, Samuel (1994). The Rejection of Consequentialism: A Philosophical Investigation of the Considerations Underlying Rival Moral Conceptions. Oxford: Oxford University Press. ISBN 978-0-19-823511-8.